# Johanna Christina Rudbeck
Johanna Christina Rudbeck, född i Uppsala, var en svensk akvarellmålare och sångerska
Rudbeck var dotter till Olof Rudbeck den äldre och Wendela Lohrman samt var äldre syster till Wendela Rudbeck och liksom henne medarbetare som akvarellist i faderns verk Campus Elysii. Båda framträdde som sångerskor tillsammans med fadern och Petrus Nobelius vid högtidliga tillfällen i Uppsala domkyrka belagda 1693 och 1698. Båda förekommer som sångerskor på tavlan där Olof Rudbeck musicerar med familjen. Hon gifte sig i Uppsala 1679 med Andreas Giöding, sedermera domprost i Växjö, där hon dog omkring 1715.